# معماری احیای رمانسک

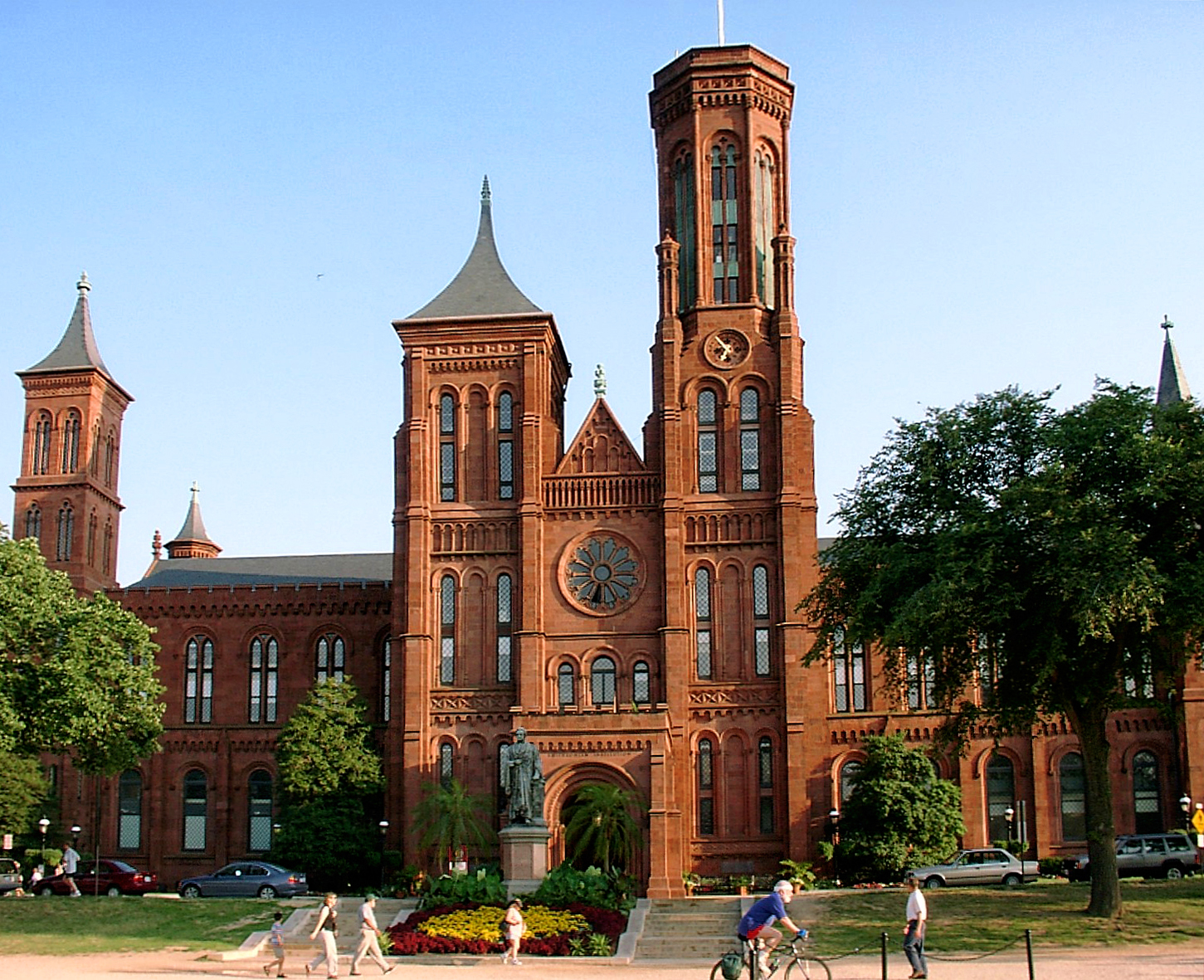
ساختمان مؤسسه اسمیتسونیان، نمونه اولیه احیای رمانسک آمریکایی که توسط جیمز رنویک جونیور در سال ۱۸۵۵ طراحی شد.

احیای رمانسک (یا نئو رومانسک) سبکی از معماری ساختمان است که از اواسط قرن نوزدهم با الهام از معماری رومی قرن یازدهم و دوازدهم استفاده شده‌است. این سبک، تفاوت‌هایی با سبک تاریخی رومانسک دارد، ساختمان‌های احیای رمانسک نسبت به همتایان تاریخی خود، طاق‌ها و پنجره‌های ساده‌تری دارند.
انواع اولیه سبک احیای رمانسک که به نام راندبوگنستیل ("سبک طاق‌دار گرد") شناخته می‌شود، در سرزمین‌های آلمان و در دیاسپورای آلمانی که از دهه ۱۸۳۰ شروع شد، رایج بود. برجسته‌ترین و تأثیرگذارترین معمار آمریکایی که به شیوه‌ای آزادانه «رومانسک» کار می‌کرد، هنری هابسون ریچاردسون بود. در ایالات متحده، سبک برگرفته از نمونه‌هایی که توسط او تنظیم شده‌است، ریچارد سونین رومانسک نامیده می‌شود، که همه آنها احیای رمانسک نیستند.

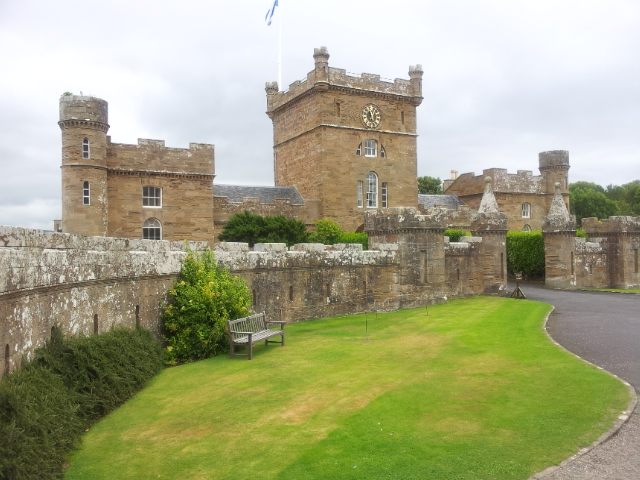
قلعه کولزی توسط رابرت آدام، ۱۷۷۱

## نگارخانه

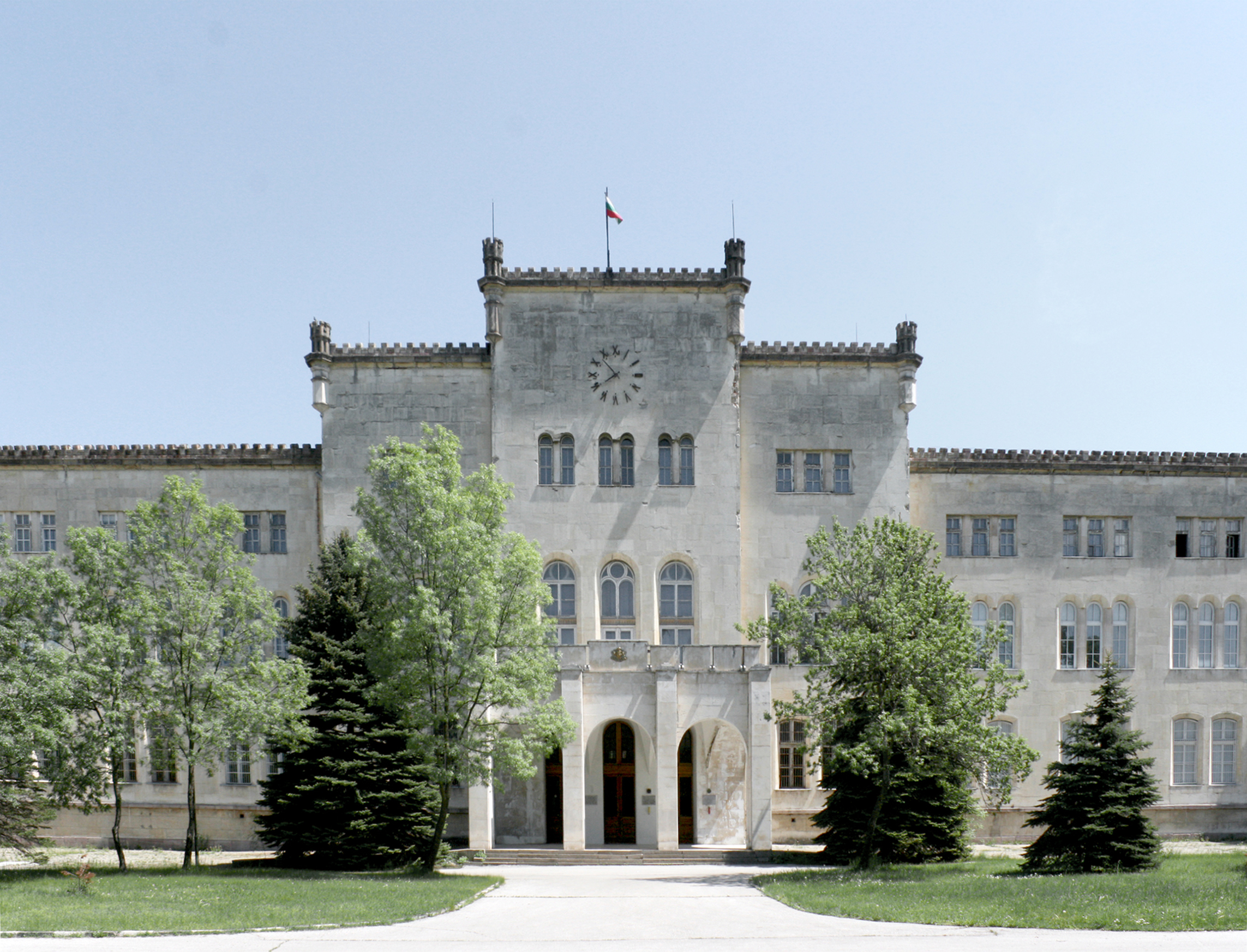
آکادمی نظامی گئورگی راکوفسکی، صوفیه، بلغارستان
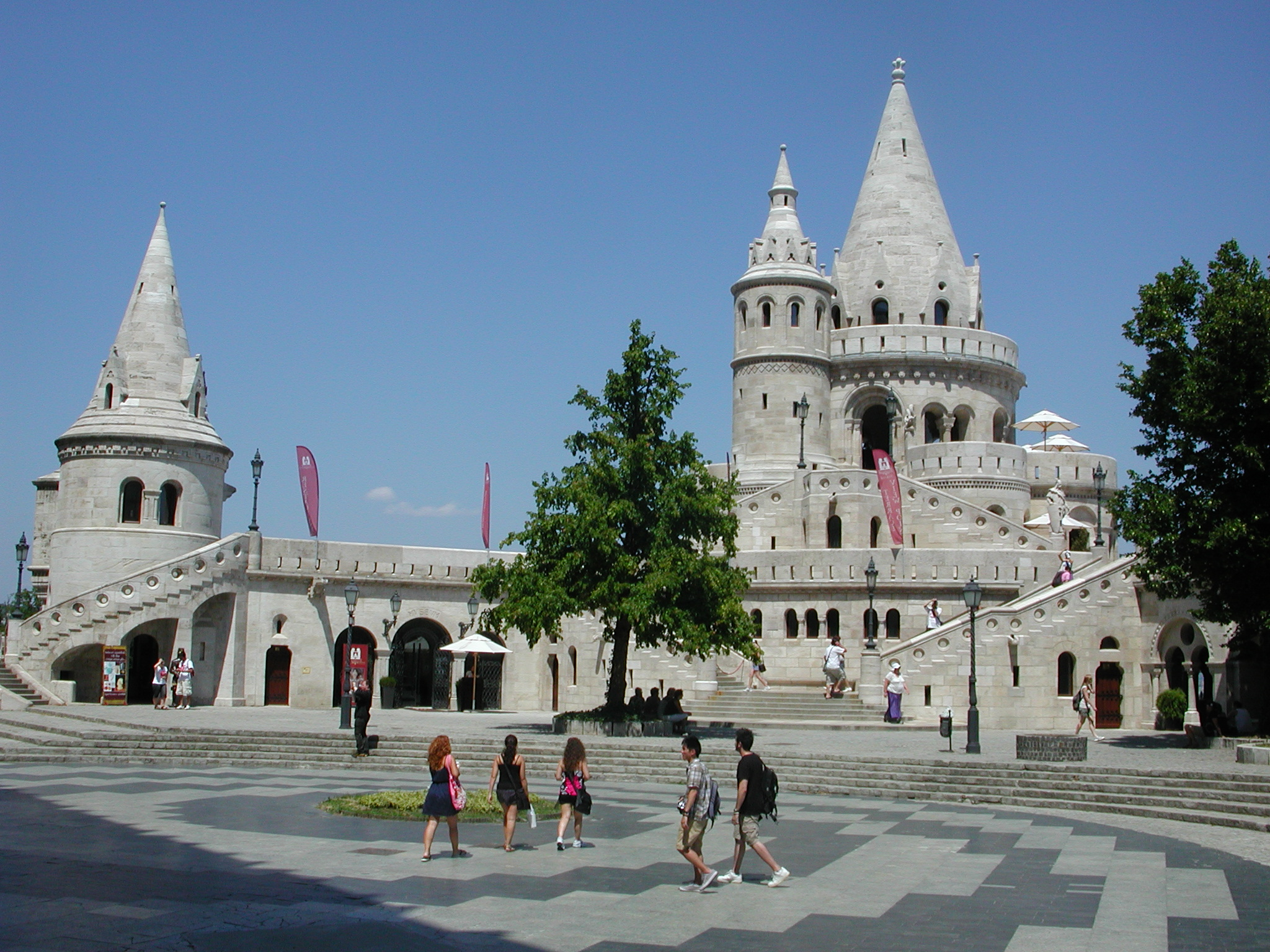
سنگر ماهیگیر، بوداپست، مجارستان
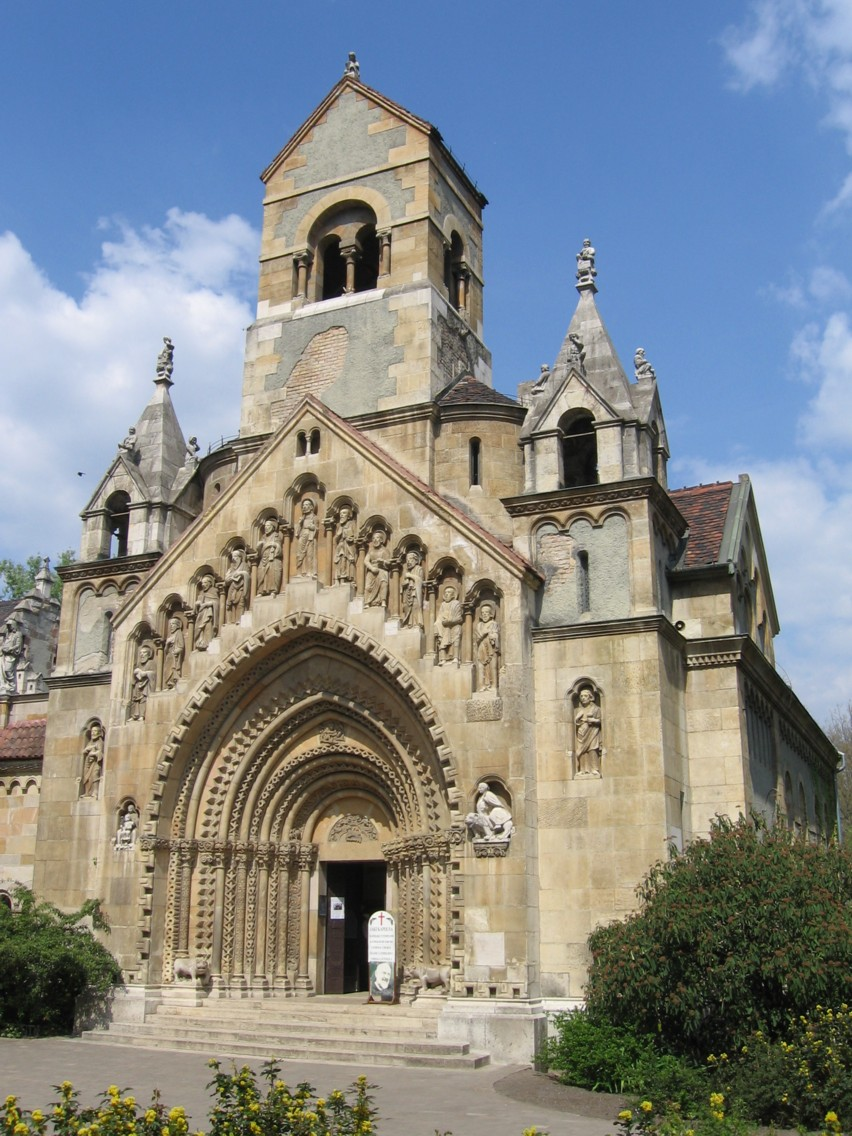
کلیسای کوچک، قلعه وجداهونیاد، بوداپست، مجارستان
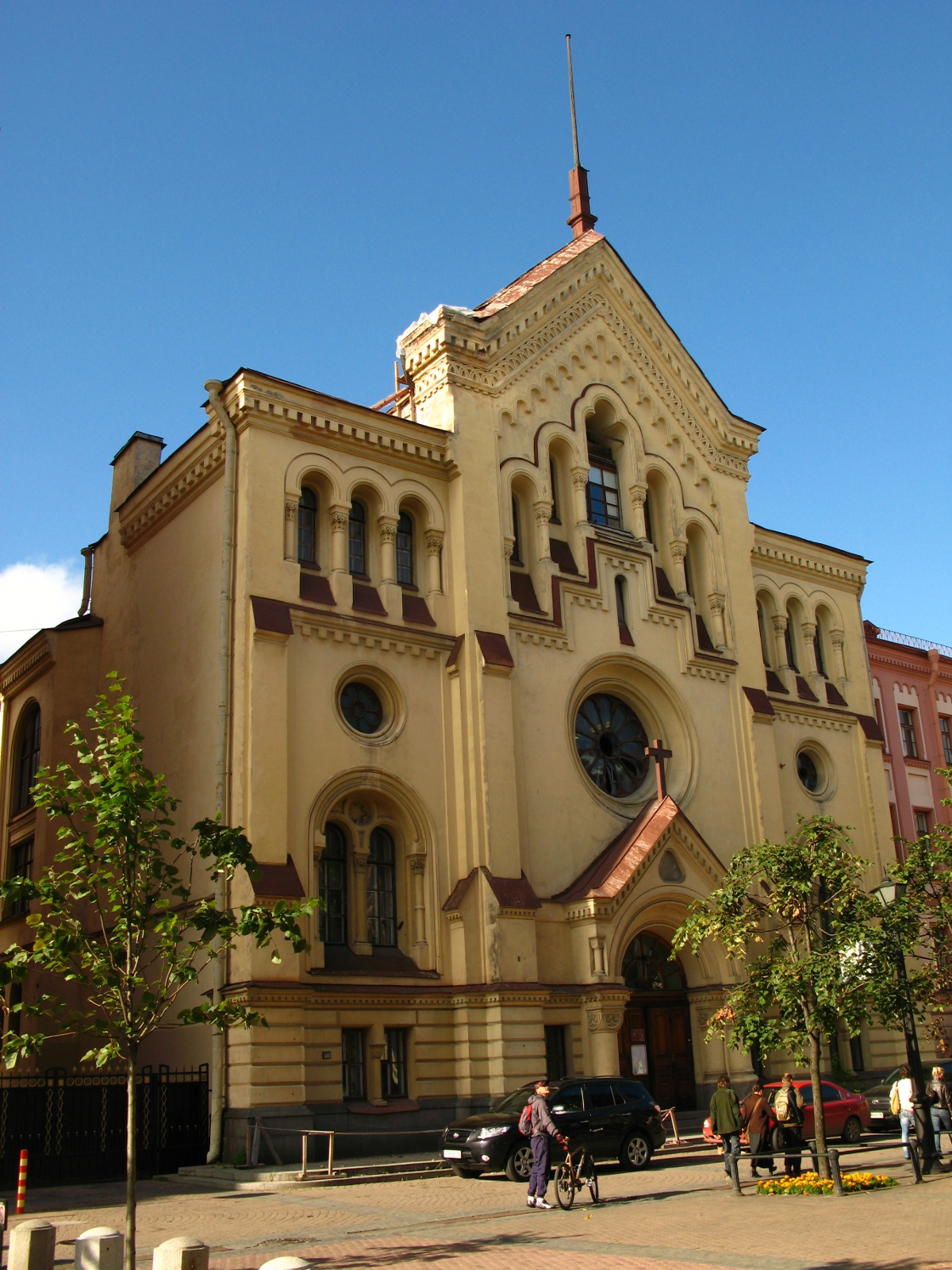
کلیسای لوتری انجیلی سنت کاتارینا، سن پترزبورگ، روسیه
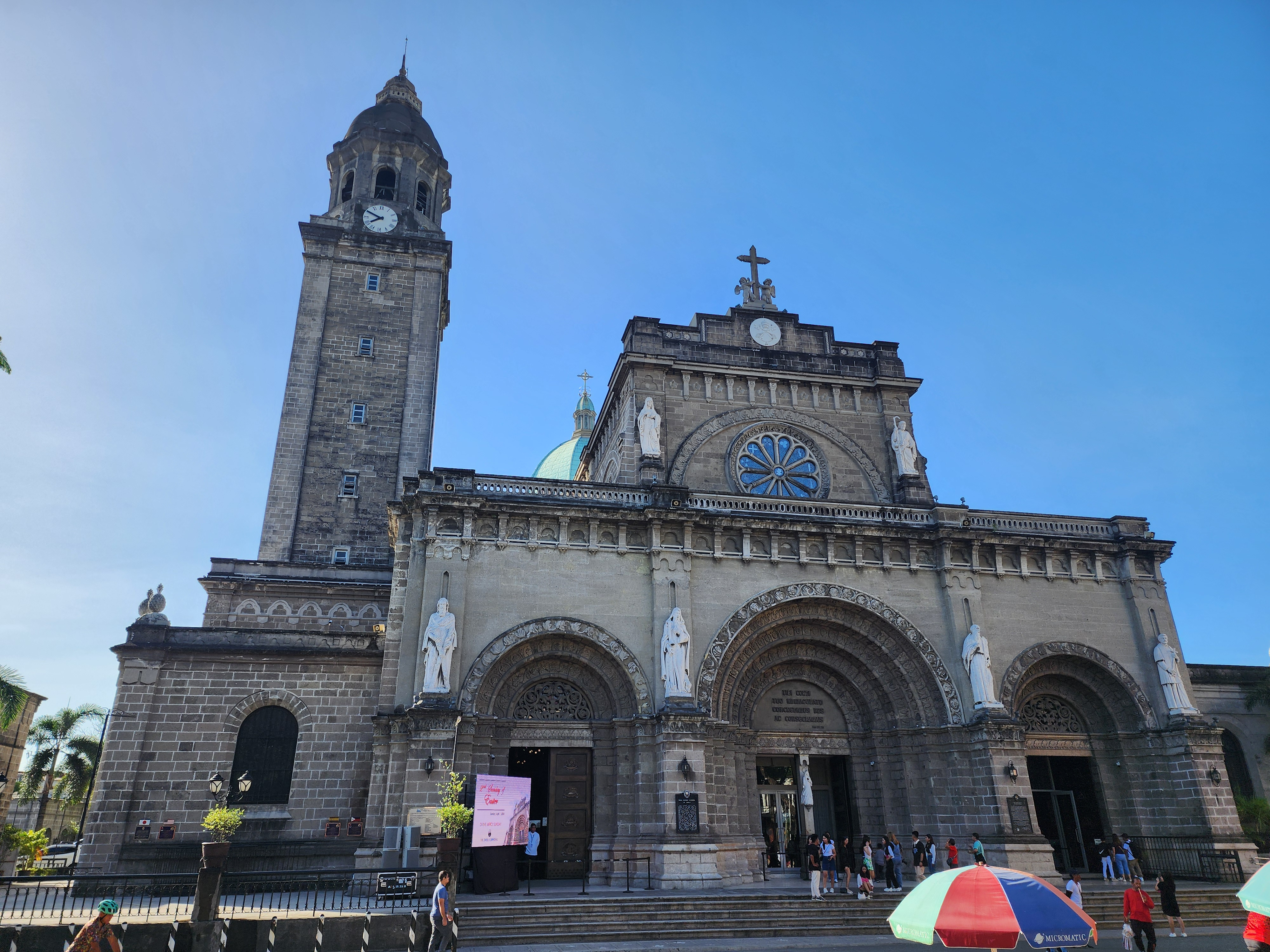
کلیسای جامع مانیل، فیلیپین
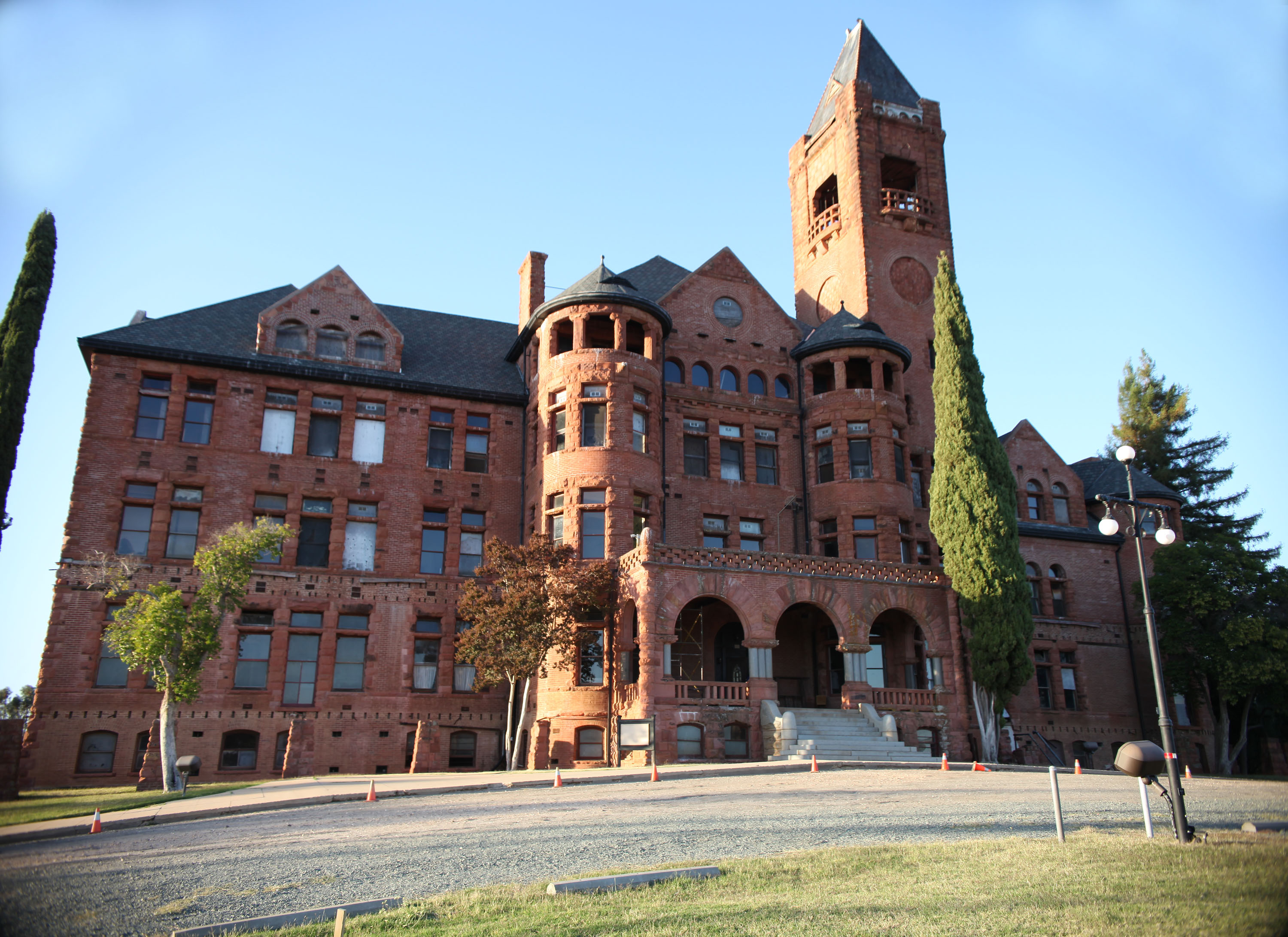
مدرسه صنعت پرستون، آیون، کالیفرنیا
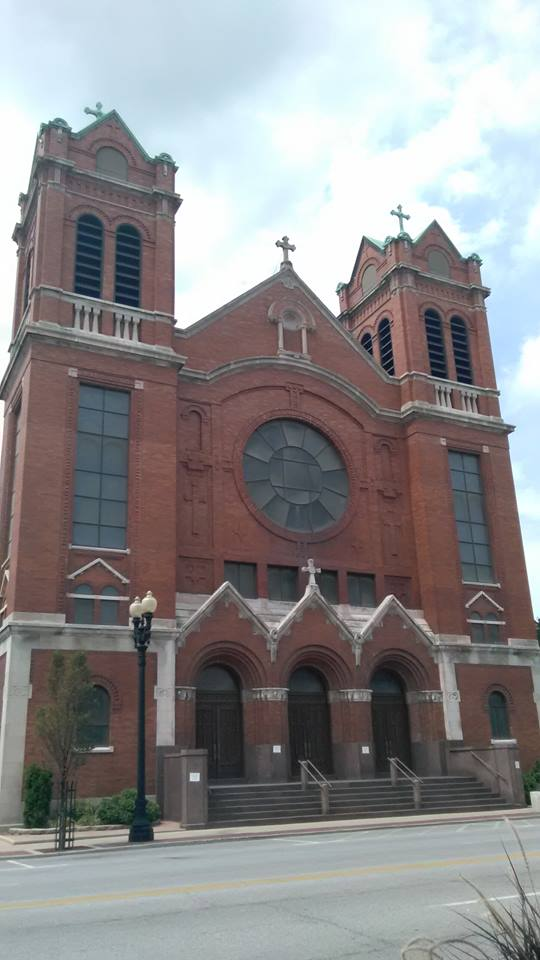
کلیسای سنت جوزف، هاموند، ایندیانا
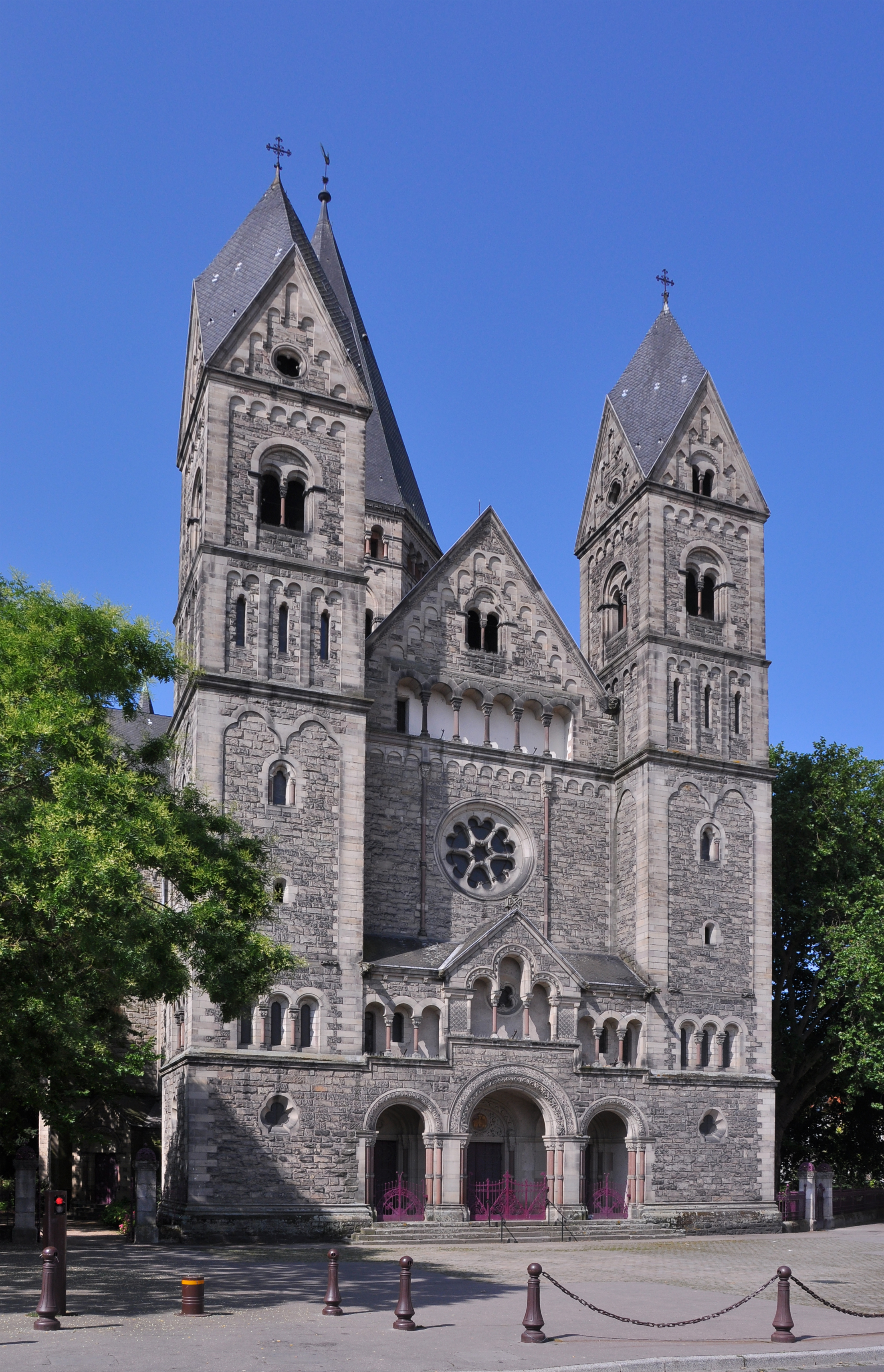
معبد نوف، متز
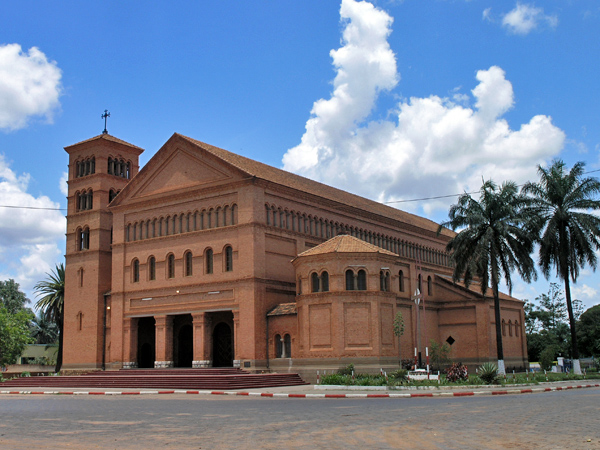
سنت کلیسای جامع پیتر و پل، لوبوباشی (۱۹۲۰) در جمهوری دموکراتیک کنگو
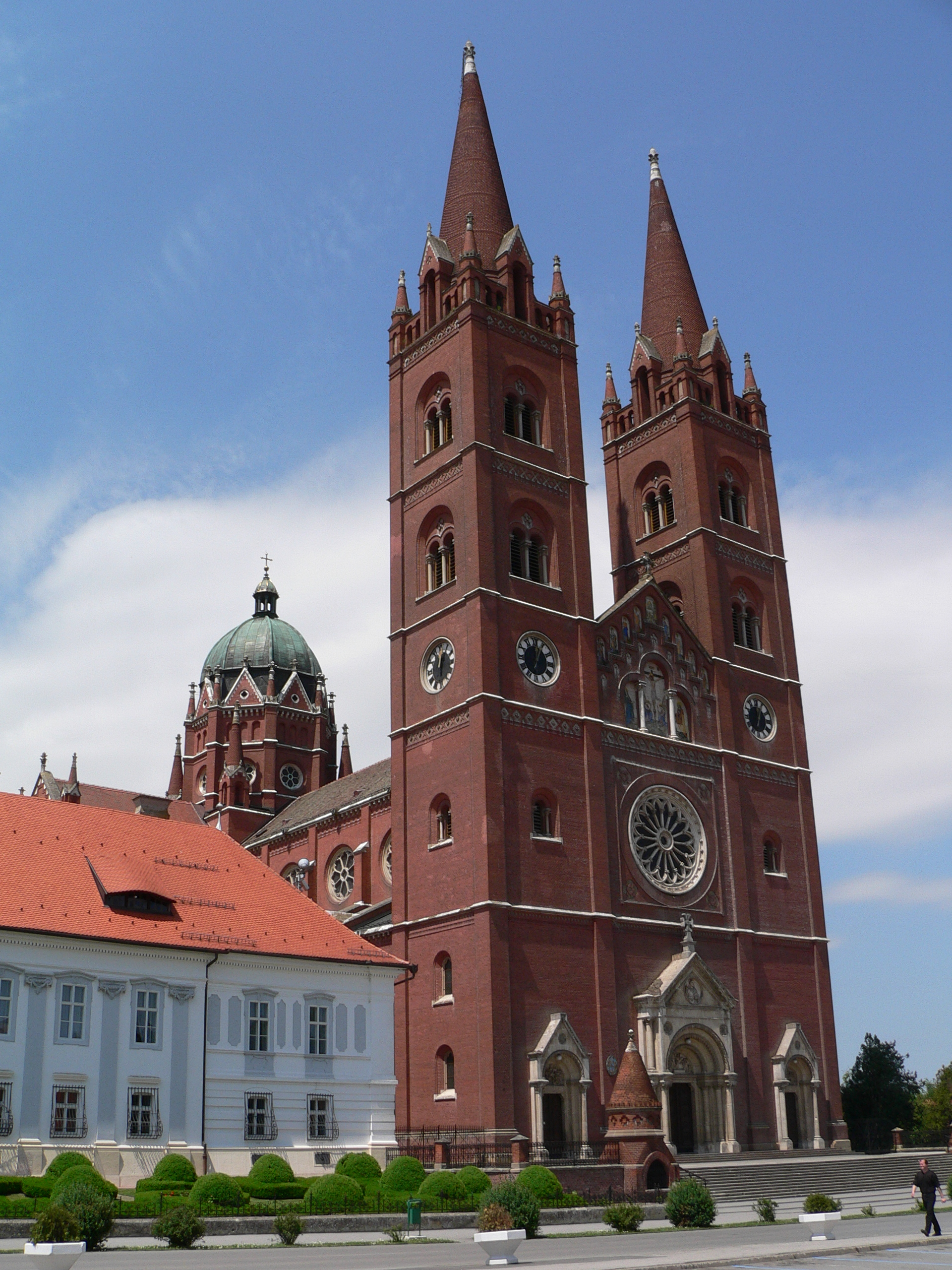
کلیسای جامع داکوو، کرواسی